# Nehuén Pérez
Patricio Nehuén Pérez, född 24 juni 2000, är en argentinsk fotbollsspelare som spelar för Porto, på lån från Udinese.

## Klubbkarriär
I juli 2018 värvades Pérez av spanska Atlético Madrid, där han skrev på ett sexårskontrakt. Pérez lånades dock direkt tillbaka till Argentinos Juniors. Den 10 juli 2019 lånades Pérez ut till portugisiska Famalicão på ett låneavtal över säsongen 2019/2020. Den 5 oktober 2020 lånades han ut till Granada på ett låneavtal över säsongen 2020/2021.
Den 28 augusti 2021 förlängde Pérez sitt kontrakt i Atlético Madrid fram till 2026 och blev samtidigt utlånad till italienska Udinese på ett säsongslån. I juli 2022 blev han klar för en permanent övergång till Udinese och skrev på ett femårskontrakt med klubben. Den 30 augusti 2024 lånades Pérez ut till Porto på ett säsongslån.

## Landslagskarriär
I juni 2021 blev Pérez uttagen i Argentinas trupp till olympiska sommarspelen 2020 i Tokyo.